# 盛岡市遺跡の学び館
盛岡市遺跡の学び館（もりおかしいせきのまなびかん）は、岩手県盛岡市本宮の盛岡中央公園内に所在する公立の歴史博物館。市内遺跡の発掘調査で得られた文化財や情報を展示することを目的に2004年（平成16年）6月1日に開館した。博物館法の登録博物館である。

## 主な業務
- 市内の埋蔵文化財の開発行為にともなう発掘調査・史跡の学術調査
- 発掘調査資料の整理・研究・発掘調査報告書作成
- 出土遺物、諸記録（写真・図面・など）の管理・収蔵
- 展示・活用・普及

## 展示室
展示室は大きく分けて「常設展示」・「企画展示」・「保管展示」の3つに分かれる。
1. 常設展示 常設展示は「サイトステーション」・「遺跡ディスカバリー」・「遺跡ライブラリー」の3つに分かれている。
  - サイトステーションは、足元に約1/6000の市内全域を写した航空写真に主な遺跡の位置を、時代別に色分けし表示。市内の時代ごとの遺跡分布が見て取れる。
  - 遺跡ディスカバリーは、縄文時代中期の大集落、岩手県指定史跡大館町遺跡の竪穴建物跡の発掘調査現場の一部を原寸大に復元してあり、発掘調査の擬似体験ができる。その調査で判明した事に基づき、遺構の実物大復元や、縄文人たちの生活の様子をも展示している。また、脇には研究ラボと名づけられたコーナーがあり、市内の遺跡発掘調査の現況を伝えるホワイトボードや、学習場所が用意されている。
  - 遺跡ライブラリーは、縄文時代から近世までの市内からの出土遺物およそ800点が展示されている。ガラスなどの仕切りを設けずに展示してあるため、土器などの展示品を間近に観察できる。展示は土器の編年に沿ってされているが、特に、日本最大の縄文土器である大館町遺跡出土深鉢形土器（高さ93cm）が置かれている。ほかに、重要文化財繋遺跡出土深鉢形土器など、縄文時代中期の大木式土器の渦巻き文様の変遷を見ることができる。
2. 企画展示
  - 年3回の企画展、年数回のテーマ展を開催。企画展は県内市内の歴史を県内市内の遺跡出土資料から解説する。テーマ展は、市内でもより狭い地域の遺跡を紹介するものを開催している。地域に密着した、身近な遺跡について展示紹介する。
3. 保管展示
  - 収蔵庫とは呼ばず、ガラス張りで中を見ることができるもの。遺跡ライブラリーに展示しきれない膨大な資料が棚に収納され、希望者は内部を見学できる。そのほかおよそ10,000箱分の出土遺物が保管されている。

## 建設の経緯

### 盛岡市文化財調査室の火災
2000年（平成12年）12月24日午前0時30分頃、市内厨川小学校敷地内にある文化財調査室から出火、施設が老朽化した木造であったこともあり、施設は全焼した。建物は1955年（昭和30年）に建築された木造2階建ての旧小学校校舎の一部で、2階建て4教室分（390m2）を1982年度（昭和57年度）から文化財調査室として埋蔵文化財資料の整理・保管の拠点として使用していた。
罹災した資料の中には、県指定有形文化財（考古資料）である上田蝦夷森古墳1号墳出土品があり、環状錫製品は2組中1組が行方不明、琥珀は3点中1点が加熱による汚損、土師器甕は油煙・煤により一部黒化した。国の史跡や県指定史跡から出土した標式資料も罹災した。史跡志波城跡出土の土器類、墨書土器、鉄製品、史跡盛岡城跡出土の瓦・陶磁器・漆器・木製品、県指定史跡の大館町遺跡出土の土器・石器・土製品などが罹災した。また、罹災当時は2000年度（平成12年度）調査分の出土資料整理および発掘調査報告書の作成を行っていたが、資料の大半が罹災したため通常の報告が不可能となり、掲載内容の縮小・変更等を余儀なくされた。
その他当市教育委員会が1977年（昭和52年）以来実施してきた発掘調査により蓄積された資料のほか、1933年（昭和8年）に出土した柿ノ木平遺跡出土深鉢形土器や1965・66年（昭和40・41年）の調査により出土した永福寺山遺跡出土資料（盛岡市中央公民館所蔵・武田良夫氏所蔵資料）など貴重な資料が罹災した。また、調査現場や出土資料に関する記録類（図面・写真）、多くの機関より寄贈された報告書等をはじめとする書籍についても甚大な被害を受けた。